# Ceryx fusiformis
Ceryx fusiformis är en fjärilsart som beskrevs av Walker 1856. Ceryx fusiformis ingår i släktet Ceryx och familjen björnspinnare. Inga underarter finns listade i Catalogue of Life.